# Granovit
Die Granovit AG mit Hauptsitz in Lucens (VD) ist ein führender Futtermittelanbieter auf dem Schweizer Markt und betreibt drei Produktionsanlagen in Lucens, Gossau (SG) und Kaiseraugst (AG).

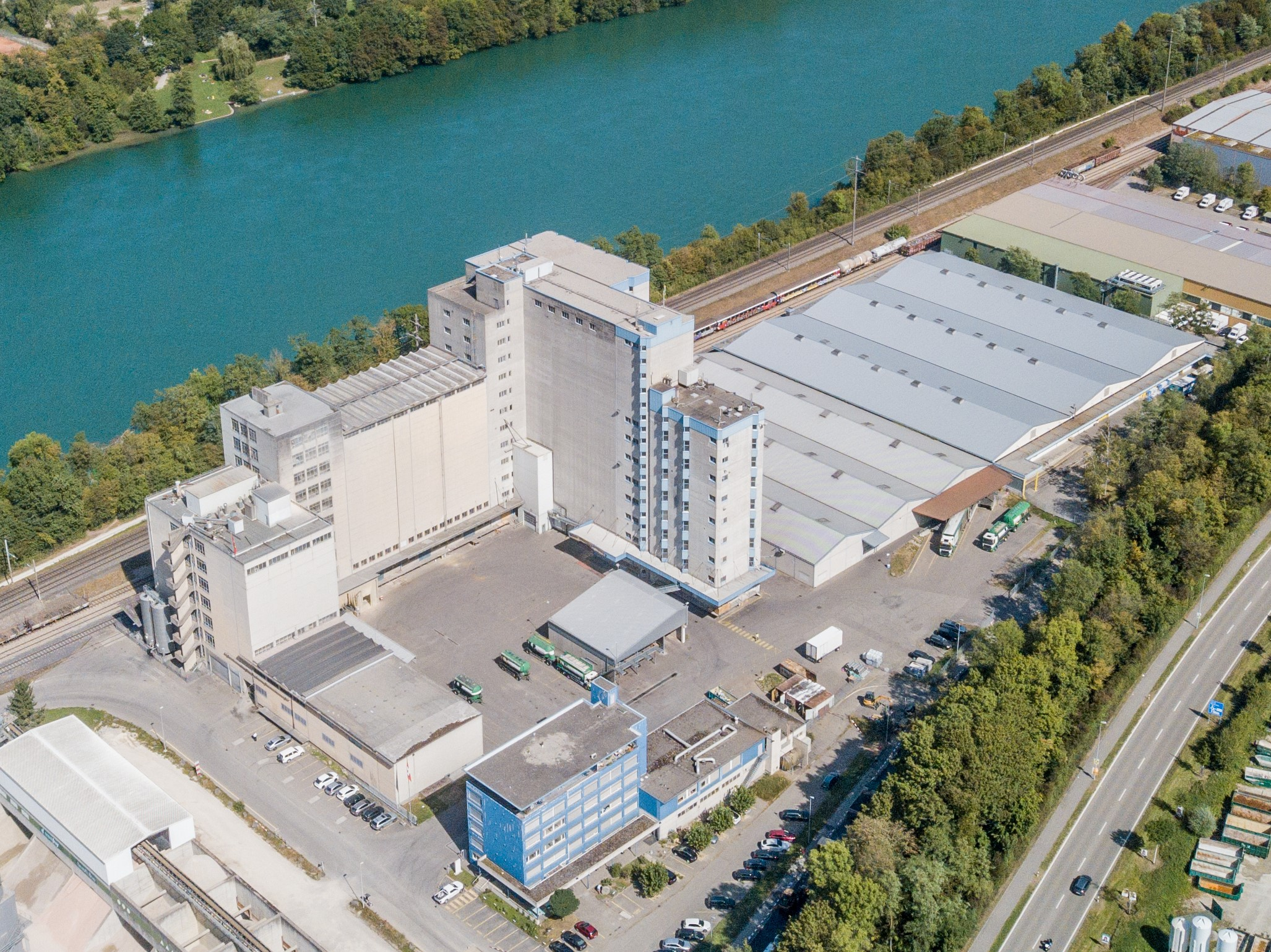
Das Werk in Kaiseraugst (AG) aus der Vogelperspektive

## Unternehmen
Die Granovit AG beschäftigt rund 250 Mitarbeitende. Das Unternehmen produziert und vertreibt Mischfutter, Mineralsalze, Milchpulver sowie weitere Spezialitäten für Geflügel, Schweine, Rinder und Milchvieh und erbringt damit zusammenhängende Dienstleistungen. Futter für Pferde, Zootiere sowie medizinisches Futter ergänzen das Produktportfolio.
Swiss Pet Solution ist eine weitere Geschäftseinheit der Granovit AG, welche im Bereich Heimtierfutter tätig ist und aus dem Werk in Kaiseraugst (AG) ihre Kunden beliefert. Nach eigenen Angaben ist Swiss Pet Solution der grösste private Hersteller von Hunde- und Katzentrockenfutter in der Schweiz. Swiss Pet Solution stellt sowohl extrudiertes Trockenfutter wie auch kalt gepresstes Futter für Hunde, Katzen und Parktiere her. Das Unternehmen betreibt zudem einen Versandhandel.

## Geschichte
Die Granovit AG wurde am 23. Dezember 1924 unter dem Namen Klingentalmühle AG gegründet. Ab 2002 war der US-Konzern Cargill Feed & Nutrition Switzerland mit der Division Tierernährung Eigentümer der Firma. Zu Cargill Feed & Nutrition Switzerland gehörten die beiden Anbieter für Tierernährungslösungen Provimi Kliba SA und Protector SA. Im November 2017 erwarb die Private-Equity-Gruppe Aurelius Equity Opportunities die Futtermittelsparte des Cargill Animal Nutrition Konzerns. Aus dieser Ausgliederung entstand schliesslich die Granovit AG. Im April 2019 übernahm Andreas Fischer das Unternehmen von der vorherigen Eigentümerin.